# Johann Sokol von Lamberg

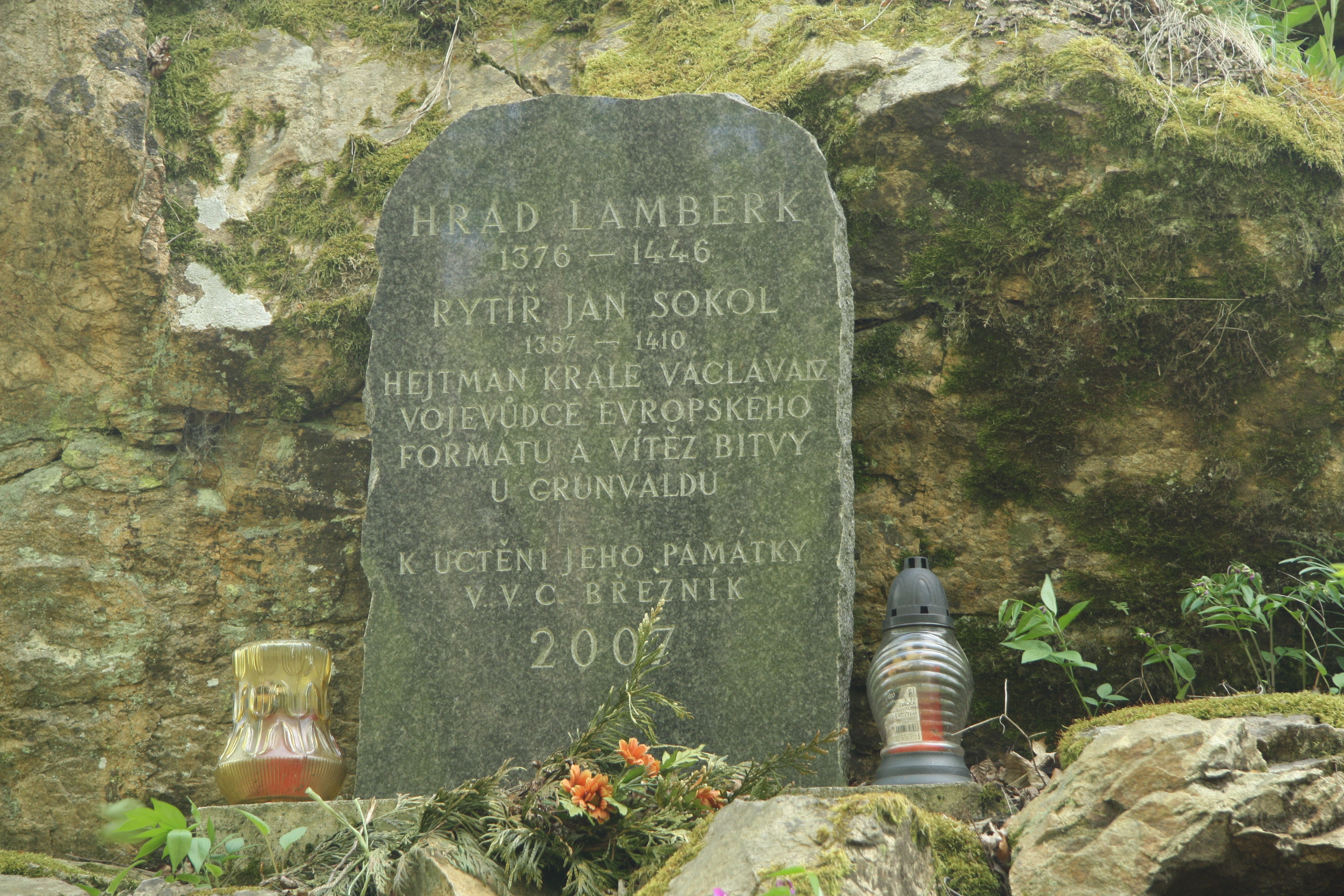
Gedenkstein für Ritter Jan Sokol von Lamberk, nahe der Burg Lamberk bei Březník

Johann Sokol von Lamberg, genannt der Falke, tschechisch Jan Sokol z Lamberka (* um 1355; † 28. September 1410 in Polen) war ein mährischer Heerführer und Führer des böhmisch-mährischen Regimentes in der Schlacht bei Tannenberg.

## Biographie
Johann Sokol von Lamberg war wahrscheinlich ein Neffe des Ritters Jaroslav von Lamberg. 1396 erhielt er von dessen Witwe die familiengehörige Burg Lamberk bei Březník. Ab 1399 stand Johann Sokol in den Diensten des Vyšehrad. Dabei erlangte er wegen seiner verwegenen und erfolgreichen Kriegszüge in Mähren Berühmtheit in einer Zeit, die durch die Fehden zwischen den Markgrafschaft regierenden Brüdern Jobst und Prokop von Mähren bestimmt war.
Johann Sokol von Lamberg wurde zunächst Anführer einer der durch Prokop von Mähren organisierten adligen Räuberbanden, die zwischen 1399 und 1401 gegen Heinrich III. von Rosenberg kämpften. Lamberg organisierte ein Söldnerheer und errichtete in Mähren ein Netz von Helfersleuten, die ihre Stützpunkte in Lamberk, Heraltice, Hobzí, der Feste Hrádek und der Burg Holoubek hatten. 1403 überließ ihm König Wenzel das Dorf Horky und die Burg Skalice bei Kostelec in Böhmen. Nachdem Johann Sokol von Lamberg 1397 Vok dem Älteren und Vok dem Jüngeren von Holstein Güter des Bistums Olmütz geplündert und verwüstet hatte, drohte ihm die Kirche mit der Exkommunikation. 1404 sicherte er den Kapiteln Olmütz, Brünn und Kremsier die Unantastbarkeit der bischöflichen Güter zu. Bis zum Tode des Markgrafen Prokop im Jahre 1405 stand er in dessen Sold und bekämpfte Jobst von Mähren, König Sigismund, die böhmische Jednota panská (Adelsunion) und weitere Verbündete Jobsts. Zu seinen Verbündeten gehörten Albrecht von Lichtenburg auf Vöttau und die Brüder Jindřich und Hynek Dürrteufel von Kunstadt auf Jevišovice, mit denen er große Teile Südwestmährens beherrschte und Raubzüge gegen die Besitzungen der Rosenberger und gegen Österreich unternahm. Als der Dürrteufel 1404 die Stadt Znojmo erobert hatte, stand ihm Johann Sokol vom Lamberg bei der Verteidigung gegen die Truppen des späteren Kaisers Sigismund und von Herzog Albrechts IV. von Österreich erfolgreich zur Seite. Im Mai 1407 nahm er im Auftrag Jobst von Mährens die Stadt Laa an der Thaya ein. Herzog Leopold IV. von Österreich versuchte, sie vergeblich zurückzuerobern und war dann zu Verhandlungen mit Jobst und Johann Sokol bereit. Dabei sicherte sich Leopold die Dienste Johann Sokols für weitere Fehden.
1410 zog Johann Sokol von Lamberg mit seinem Heer ins untere Weichselland, wo die polnisch-litauischen Heere gegen den Deutschritterorden kämpften. Er trat in die Dienste Władysław II. Jagiełłos. Lamberg, der zu den bedeutendsten Kriegern seiner Zeit gehörte, wurde einer der Leibwächter des Königs. Danach formte er das böhmisch-mährische Regiment, welches unter seiner Führung am 15. Juli 1410 in der Schlacht bei Tannenberg an der Seite Polen-Litauens am Sieg über die Deutschordensritter mitwirkte. Zu den Kämpfern in seinen Reihen gehörte auch Jan Žižka.
Am 23. September 1410 übernahm Sokol von Lamberg zusammen mit Žižka die eroberte Ordensburg Rehden. Auf Einladung Władysław II. Jagiełło nahm Jan Sokol in Thorn am 27. September 1410 an einem Essen teil und verstarb am nächsten Tage. Die Todesursache war wahrscheinlich vergifteter Fisch. Über den Tod des Sokol von Lamberg gab es verschiedene Spekulationen, die davon ausgehen, dass er entweder von Jan Žižka oder von polnischen Adligen, denen sein Einfluss auf den König ein Dorn im Auge war, vergiftet wurde.
Nach dem Tode Johann Sokols erbte sein Bruder Vanek von Lamberg und Vigštejn die Burg Lamberk. Dieser verstarb 1420. Er gilt als ein gefürchteter Raubritter. Johann Sokols Söhne, Nikolaus Sokol von Lamberg und Jaroslav Sokol von Lamberg, wurden in Krakau erzogen. Sie kämpfen später in den Reihen der Hussiten. Nikolaus Sokol von Lamberg wurde ein Hauptmann der Waisen. Er gehörte zu den Initiatoren der Rückholung von Johann Giskra aus der Slowakei.
Im Laufe der Jahrhunderte gerieten die militärischen Leistungen Johann Sokol von Lambergs in Vergessenheit. Erhalten blieb vor allem sein Ruf als Raubritter.